# Superliga de Colombia 2019
La Superliga de Colombia 2019 (oficialmente y por motivos de patrocinio, Superliga Águila 2019) fue la octava edición (8.a) del torneo oficial de fútbol colombiano que enfrenta a los campeones de la Temporada 2018 del fútbol colombiano en la Categoría Primera A, los días 23 y 27 de enero. En este caso, Deportes Tolima, campeón del Apertura 2018, contra Junior, campeón del Finalización 2018.
La Superliga de Colombia se disputa a dos enfrentamientos directos de ida y vuelta, entre los dos campeones de los torneos de liga organizados en el año inmediatamente anterior. El equipo que haya tenido más puntos en la Temporada 2018 juega el partido de ida como visitante y el encuentro de vuelta en condición de local. En caso de que terminen con la misma cantidad de puntos, el desempate se hace mediante la diferencia de goles, siendo campeón el de mejor diferencia. Si el empate persiste, el campeón se define mediante los tiros desde el punto penal.
Junior se coronó campeón al derrotar a Deportes Tolima 3-0 por tiros desde el punto penal después de empatar 2-2 en el marcador global, obteniendo así su primer título en este certamen.

## Llave
| Bandera del Departamento del Atlántico | vs. |                           |
| -------------------------------------- | --- | ------------------------- |
| Junior 1 2 2 (3)                       | vs. | Deportes Tolima 1 0 2 (0) |

## Participantes
| Ibagué                      | Barranquilla                           |
| --------------------------- | -------------------------------------- |
| Estadio Manuel Murillo Toro | Estadio Metropolitano Roberto Meléndez |
| Capacidad: 28.179           | Capacidad: 46.692                      |
|                             |                                        |

|   | Equipo          | Vía de clasificación                                   | Fecha de clasificación  | Participaciones | Última participación | Mejor desempeño    |
| - | --------------- | ------------------------------------------------------ | ----------------------- | --------------- | -------------------- | ------------------ |
| 1 | Deportes Tolima | Campeón Torneo Apertura 2018 (2.° título de Liga)      | 9 de junio de 2018      | Debutante       | Debutante            | Debutante          |
| 2 | Junior          | Campeón Torneo Finalización 2018 ( 8.° título de Liga) | 16 de diciembre de 2018 | 1               | 2012                 | Subcampeón en 2012 |

## Partidos

### Partido de ida
| 1     | POR   | Sebastián Viera       |  |
| 20    | DEF   | Marlon Piedrahíta 70' |  |
| 5     | DEF   | Rafael Pérez          |  |
| 21    | DEF   | Jefferson Gómez       |  |
| 17    | DEF   | Gabriel Fuentes       |  |
| 15    | MED   | Luis Narváez          |  |
| 8     | MED   | Freddy Hinestroza 75' |  |
| 24    | MED   | Víctor Cantillo       |  |
| 10    | MED   | Luis Díaz             |  |
| 29    | DEL   | Teófilo Gutiérrez     |  |
| 27    | DEL   | Luis Carlos Ruiz 60'  |  |
| D. T. | D. T. | Luis Fernando Suárez  |  |

| 31    | POR   | Álvaro Montero          |  |
| 21    | DEF   | Juan Guillermo Arboleda |  |
| 16    | DEF   | Sergio Mosquera         |  |
| 3     | DEF   | Julián Quiñones         |  |
| 20    | DEF   | Danovis Banguero        |  |
| 24    | MED   | Carlos Robles           |  |
| 15    | MED   | Luis González 81'       |  |
| 7     | MED   | Carlos Rentería         |  |
| 14    | MED   | Rafael Carrascal 71'    |  |
| 10    | MED   | Daniel Cataño 64'       |  |
| 18    | DEL   | Marco Pérez             |  |
| D. T. | D. T. | Alberto Gamero          |  |

| 9  | DEL | Michael Rangel | 60' |
| 11 | DEL | Daniel Moreno  | 70' |
| 6  | MED | James Sánchez  | 75' |

| 11 | DEL | Luis Neri Caballero | 64' |
| 23 | MED | Jaminton Campaz     | 71' |
| 4  | DEF | Juan Pablo Vargas   | 81' |

| 9' | Luis Díaz | 1-0 |

| 14' · 44' | Marco Pérez | 1-1 1-2 |

| 43' · 43' | Marlon Piedrahíta Rafael Pérez |

| 27' · 45+1' · 81' | Rafael Carrascal Carlos Robles Luis González |

| Principal  | Carlos Betancur     |
| Asistentes | Cristian de la Cruz |
|            | Yínfar Bulla        |
| Cuarto     | Jorge Tabares       |

| 1     | POR   | Sebastián Viera       |  |
| 20    | DEF   | Marlon Piedrahíta 70' |  |
| 5     | DEF   | Rafael Pérez          |  |
| 21    | DEF   | Jefferson Gómez       |  |
| 17    | DEF   | Gabriel Fuentes       |  |
| 15    | MED   | Luis Narváez          |  |
| 8     | MED   | Freddy Hinestroza 75' |  |
| 24    | MED   | Víctor Cantillo       |  |
| 10    | MED   | Luis Díaz             |  |
| 29    | DEL   | Teófilo Gutiérrez     |  |
| 27    | DEL   | Luis Carlos Ruiz 60'  |  |
| D. T. | D. T. | Luis Fernando Suárez  |  |

| 31    | POR   | Álvaro Montero          |  |
| 21    | DEF   | Juan Guillermo Arboleda |  |
| 16    | DEF   | Sergio Mosquera         |  |
| 3     | DEF   | Julián Quiñones         |  |
| 20    | DEF   | Danovis Banguero        |  |
| 24    | MED   | Carlos Robles           |  |
| 15    | MED   | Luis González 81'       |  |
| 7     | MED   | Carlos Rentería         |  |
| 14    | MED   | Rafael Carrascal 71'    |  |
| 10    | MED   | Daniel Cataño 64'       |  |
| 18    | DEL   | Marco Pérez             |  |
| D. T. | D. T. | Alberto Gamero          |  |

| 9  | DEL | Michael Rangel | 60' |
| 11 | DEL | Daniel Moreno  | 70' |
| 6  | MED | James Sánchez  | 75' |

| 11 | DEL | Luis Neri Caballero | 64' |
| 23 | MED | Jaminton Campaz     | 71' |
| 4  | DEF | Juan Pablo Vargas   | 81' |

| 9' | Luis Díaz | 1-0 |

| 14' · 44' | Marco Pérez | 1-1 1-2 |

| 43' · 43' | Marlon Piedrahíta Rafael Pérez |

| 27' · 45+1' · 81' | Rafael Carrascal Carlos Robles Luis González |

| Principal  | Carlos Betancur     |
| Asistentes | Cristian de la Cruz |
|            | Yínfar Bulla        |
| Cuarto     | Jorge Tabares       |

| 1     | POR   | Sebastián Viera       |  |
| 20    | DEF   | Marlon Piedrahíta 70' |  |
| 5     | DEF   | Rafael Pérez          |  |
| 21    | DEF   | Jefferson Gómez       |  |
| 17    | DEF   | Gabriel Fuentes       |  |
| 15    | MED   | Luis Narváez          |  |
| 8     | MED   | Freddy Hinestroza 75' |  |
| 24    | MED   | Víctor Cantillo       |  |
| 10    | MED   | Luis Díaz             |  |
| 29    | DEL   | Teófilo Gutiérrez     |  |
| 27    | DEL   | Luis Carlos Ruiz 60'  |  |
| D. T. | D. T. | Luis Fernando Suárez  |  |

| 31    | POR   | Álvaro Montero          |  |
| 21    | DEF   | Juan Guillermo Arboleda |  |
| 16    | DEF   | Sergio Mosquera         |  |
| 3     | DEF   | Julián Quiñones         |  |
| 20    | DEF   | Danovis Banguero        |  |
| 24    | MED   | Carlos Robles           |  |
| 15    | MED   | Luis González 81'       |  |
| 7     | MED   | Carlos Rentería         |  |
| 14    | MED   | Rafael Carrascal 71'    |  |
| 10    | MED   | Daniel Cataño 64'       |  |
| 18    | DEL   | Marco Pérez             |  |
| D. T. | D. T. | Alberto Gamero          |  |

| 9  | DEL | Michael Rangel | 60' |
| 11 | DEL | Daniel Moreno  | 70' |
| 6  | MED | James Sánchez  | 75' |

| 11 | DEL | Luis Neri Caballero | 64' |
| 23 | MED | Jaminton Campaz     | 71' |
| 4  | DEF | Juan Pablo Vargas   | 81' |

| 9' | Luis Díaz | 1-0 |

| 14' · 44' | Marco Pérez | 1-1 1-2 |

| 43' · 43' | Marlon Piedrahíta Rafael Pérez |

| 27' · 45+1' · 81' | Rafael Carrascal Carlos Robles Luis González |

| Principal  | Carlos Betancur     |
| Asistentes | Cristian de la Cruz |
|            | Yínfar Bulla        |
| Cuarto     | Jorge Tabares       |

| 1     | POR   | Sebastián Viera       |  |
| 20    | DEF   | Marlon Piedrahíta 70' |  |
| 5     | DEF   | Rafael Pérez          |  |
| 21    | DEF   | Jefferson Gómez       |  |
| 17    | DEF   | Gabriel Fuentes       |  |
| 15    | MED   | Luis Narváez          |  |
| 8     | MED   | Freddy Hinestroza 75' |  |
| 24    | MED   | Víctor Cantillo       |  |
| 10    | MED   | Luis Díaz             |  |
| 29    | DEL   | Teófilo Gutiérrez     |  |
| 27    | DEL   | Luis Carlos Ruiz 60'  |  |
| D. T. | D. T. | Luis Fernando Suárez  |  |

| 31    | POR   | Álvaro Montero          |  |
| 21    | DEF   | Juan Guillermo Arboleda |  |
| 16    | DEF   | Sergio Mosquera         |  |
| 3     | DEF   | Julián Quiñones         |  |
| 20    | DEF   | Danovis Banguero        |  |
| 24    | MED   | Carlos Robles           |  |
| 15    | MED   | Luis González 81'       |  |
| 7     | MED   | Carlos Rentería         |  |
| 14    | MED   | Rafael Carrascal 71'    |  |
| 10    | MED   | Daniel Cataño 64'       |  |
| 18    | DEL   | Marco Pérez             |  |
| D. T. | D. T. | Alberto Gamero          |  |

| 9  | DEL | Michael Rangel | 60' |
| 11 | DEL | Daniel Moreno  | 70' |
| 6  | MED | James Sánchez  | 75' |

| 11 | DEL | Luis Neri Caballero | 64' |
| 23 | MED | Jaminton Campaz     | 71' |
| 4  | DEF | Juan Pablo Vargas   | 81' |

| 9' | Luis Díaz | 1-0 |

| 14' · 44' | Marco Pérez | 1-1 1-2 |

| 43' · 43' | Marlon Piedrahíta Rafael Pérez |

| 27' · 45+1' · 81' | Rafael Carrascal Carlos Robles Luis González |

| Principal  | Carlos Betancur     |
| Asistentes | Cristian de la Cruz |
|            | Yínfar Bulla        |
| Cuarto     | Jorge Tabares       |

### Partido de vuelta
| 31    | POR   | Álvaro Montero          |  |
| 21    | DEF   | Juan Guillermo Arboleda |  |
| 16    | DEF   | Sergio Mosquera         |  |
| 3     | DEF   | Julián Quiñones         |  |
| 20    | DEF   | Danovis Banguero        |  |
| 24    | MED   | Carlos Robles           |  |
| 15    | MED   | Luis González 81'       |  |
| 14    | MED   | Rafael Carrascal 88'    |  |
| 7     | MED   | Carlos Rentería         |  |
| 10    | MED   | Daniel Cataño 64'       |  |
| 18    | DEL   | Marco Pérez             |  |
| D. T. | D. T. | Alberto Gamero          |  |

| 1     | POR   | Sebastián Viera       |  |
| 20    | DEF   | Marlon Piedrahíta     |  |
| 21    | DEF   | Jefferson Gómez       |  |
| 5     | DEF   | Rafael Pérez          |  |
| 17    | DEF   | Gabriel Fuentes       |  |
| 15    | MED   | Luis Narváez 83'      |  |
| 24    | MED   | Víctor Cantillo       |  |
| 8     | MED   | Freddy Hinestroza 46' |  |
| 25    | MED   | Fabián Sambueza 61'   |  |
| 10    | MED   | Luis Díaz             |  |
| 29    | DEL   | Teófilo Gutiérrez     |  |
| D. T. | D. T. | Luis Fernando Suárez  |  |

| 25 | DEL | Maicol Balanta      | 64' |
| 30 | MED | Yeison Gordillo     | 81' |
| 11 | DEL | Luis Neri Caballero | 88' |

| 11 | DEL | Daniel Moreno       | 46' |
| 27 | DEL | Luis Carlos Ruiz    | 61' |
| 7  | MED | Sebastián Hernández | 83' |

| 90+2' | Luis Carlos Ruiz | 0-1 |

| Fallo de penal · Fallo de penal · Fallo de penal | Sergio Mosquera Carlos Robles Yeison Gordillo | 0-1 0-2 0-3 |

| Acierto de penal · Acierto de penal · Acierto de penal | Sebastián Hernández Víctor Cantillo Rafael Pérez | 0-1 0-2 0-3 |

| 7' · 7' · 43' · 82' | Juan Guillermo Arboleda Marco Pérez Sergio Mosquera Yeison Gordillo |

| 20' | Rafael Pérez |

| Principal  | Mario Herrera     |
| Asistentes | Alexander Guzmán  |
|            | Alejandro Gallego |
| Cuarto     | Andrés Rojas      |

| 31    | POR   | Álvaro Montero          |  |
| 21    | DEF   | Juan Guillermo Arboleda |  |
| 16    | DEF   | Sergio Mosquera         |  |
| 3     | DEF   | Julián Quiñones         |  |
| 20    | DEF   | Danovis Banguero        |  |
| 24    | MED   | Carlos Robles           |  |
| 15    | MED   | Luis González 81'       |  |
| 14    | MED   | Rafael Carrascal 88'    |  |
| 7     | MED   | Carlos Rentería         |  |
| 10    | MED   | Daniel Cataño 64'       |  |
| 18    | DEL   | Marco Pérez             |  |
| D. T. | D. T. | Alberto Gamero          |  |

| 1     | POR   | Sebastián Viera       |  |
| 20    | DEF   | Marlon Piedrahíta     |  |
| 21    | DEF   | Jefferson Gómez       |  |
| 5     | DEF   | Rafael Pérez          |  |
| 17    | DEF   | Gabriel Fuentes       |  |
| 15    | MED   | Luis Narváez 83'      |  |
| 24    | MED   | Víctor Cantillo       |  |
| 8     | MED   | Freddy Hinestroza 46' |  |
| 25    | MED   | Fabián Sambueza 61'   |  |
| 10    | MED   | Luis Díaz             |  |
| 29    | DEL   | Teófilo Gutiérrez     |  |
| D. T. | D. T. | Luis Fernando Suárez  |  |

| 25 | DEL | Maicol Balanta      | 64' |
| 30 | MED | Yeison Gordillo     | 81' |
| 11 | DEL | Luis Neri Caballero | 88' |

| 11 | DEL | Daniel Moreno       | 46' |
| 27 | DEL | Luis Carlos Ruiz    | 61' |
| 7  | MED | Sebastián Hernández | 83' |

| 90+2' | Luis Carlos Ruiz | 0-1 |

| Fallo de penal · Fallo de penal · Fallo de penal | Sergio Mosquera Carlos Robles Yeison Gordillo | 0-1 0-2 0-3 |

| Acierto de penal · Acierto de penal · Acierto de penal | Sebastián Hernández Víctor Cantillo Rafael Pérez | 0-1 0-2 0-3 |

| 7' · 7' · 43' · 82' | Juan Guillermo Arboleda Marco Pérez Sergio Mosquera Yeison Gordillo |

| 20' | Rafael Pérez |

| Principal  | Mario Herrera     |
| Asistentes | Alexander Guzmán  |
|            | Alejandro Gallego |
| Cuarto     | Andrés Rojas      |

| 31    | POR   | Álvaro Montero          |  |
| 21    | DEF   | Juan Guillermo Arboleda |  |
| 16    | DEF   | Sergio Mosquera         |  |
| 3     | DEF   | Julián Quiñones         |  |
| 20    | DEF   | Danovis Banguero        |  |
| 24    | MED   | Carlos Robles           |  |
| 15    | MED   | Luis González 81'       |  |
| 14    | MED   | Rafael Carrascal 88'    |  |
| 7     | MED   | Carlos Rentería         |  |
| 10    | MED   | Daniel Cataño 64'       |  |
| 18    | DEL   | Marco Pérez             |  |
| D. T. | D. T. | Alberto Gamero          |  |

| 1     | POR   | Sebastián Viera       |  |
| 20    | DEF   | Marlon Piedrahíta     |  |
| 21    | DEF   | Jefferson Gómez       |  |
| 5     | DEF   | Rafael Pérez          |  |
| 17    | DEF   | Gabriel Fuentes       |  |
| 15    | MED   | Luis Narváez 83'      |  |
| 24    | MED   | Víctor Cantillo       |  |
| 8     | MED   | Freddy Hinestroza 46' |  |
| 25    | MED   | Fabián Sambueza 61'   |  |
| 10    | MED   | Luis Díaz             |  |
| 29    | DEL   | Teófilo Gutiérrez     |  |
| D. T. | D. T. | Luis Fernando Suárez  |  |

| 25 | DEL | Maicol Balanta      | 64' |
| 30 | MED | Yeison Gordillo     | 81' |
| 11 | DEL | Luis Neri Caballero | 88' |

| 11 | DEL | Daniel Moreno       | 46' |
| 27 | DEL | Luis Carlos Ruiz    | 61' |
| 7  | MED | Sebastián Hernández | 83' |

| 90+2' | Luis Carlos Ruiz | 0-1 |

| Fallo de penal · Fallo de penal · Fallo de penal | Sergio Mosquera Carlos Robles Yeison Gordillo | 0-1 0-2 0-3 |

| Acierto de penal · Acierto de penal · Acierto de penal | Sebastián Hernández Víctor Cantillo Rafael Pérez | 0-1 0-2 0-3 |

| 7' · 7' · 43' · 82' | Juan Guillermo Arboleda Marco Pérez Sergio Mosquera Yeison Gordillo |

| 20' | Rafael Pérez |

| Principal  | Mario Herrera     |
| Asistentes | Alexander Guzmán  |
|            | Alejandro Gallego |
| Cuarto     | Andrés Rojas      |

| 31    | POR   | Álvaro Montero          |  |
| 21    | DEF   | Juan Guillermo Arboleda |  |
| 16    | DEF   | Sergio Mosquera         |  |
| 3     | DEF   | Julián Quiñones         |  |
| 20    | DEF   | Danovis Banguero        |  |
| 24    | MED   | Carlos Robles           |  |
| 15    | MED   | Luis González 81'       |  |
| 14    | MED   | Rafael Carrascal 88'    |  |
| 7     | MED   | Carlos Rentería         |  |
| 10    | MED   | Daniel Cataño 64'       |  |
| 18    | DEL   | Marco Pérez             |  |
| D. T. | D. T. | Alberto Gamero          |  |

| 1     | POR   | Sebastián Viera       |  |
| 20    | DEF   | Marlon Piedrahíta     |  |
| 21    | DEF   | Jefferson Gómez       |  |
| 5     | DEF   | Rafael Pérez          |  |
| 17    | DEF   | Gabriel Fuentes       |  |
| 15    | MED   | Luis Narváez 83'      |  |
| 24    | MED   | Víctor Cantillo       |  |
| 8     | MED   | Freddy Hinestroza 46' |  |
| 25    | MED   | Fabián Sambueza 61'   |  |
| 10    | MED   | Luis Díaz             |  |
| 29    | DEL   | Teófilo Gutiérrez     |  |
| D. T. | D. T. | Luis Fernando Suárez  |  |

| 25 | DEL | Maicol Balanta      | 64' |
| 30 | MED | Yeison Gordillo     | 81' |
| 11 | DEL | Luis Neri Caballero | 88' |

| 11 | DEL | Daniel Moreno       | 46' |
| 27 | DEL | Luis Carlos Ruiz    | 61' |
| 7  | MED | Sebastián Hernández | 83' |

| 90+2' | Luis Carlos Ruiz | 0-1 |

| Fallo de penal · Fallo de penal · Fallo de penal | Sergio Mosquera Carlos Robles Yeison Gordillo | 0-1 0-2 0-3 |

| Acierto de penal · Acierto de penal · Acierto de penal | Sebastián Hernández Víctor Cantillo Rafael Pérez | 0-1 0-2 0-3 |

| 7' · 7' · 43' · 82' | Juan Guillermo Arboleda Marco Pérez Sergio Mosquera Yeison Gordillo |

| 20' | Rafael Pérez |

| Principal  | Mario Herrera     |
| Asistentes | Alexander Guzmán  |
|            | Alejandro Gallego |
| Cuarto     | Andrés Rojas      |

|                                            |
| Bandera de Colombia                        |
| Campeón Junior de Barranquilla 1.er título |